# Anna Proletářka

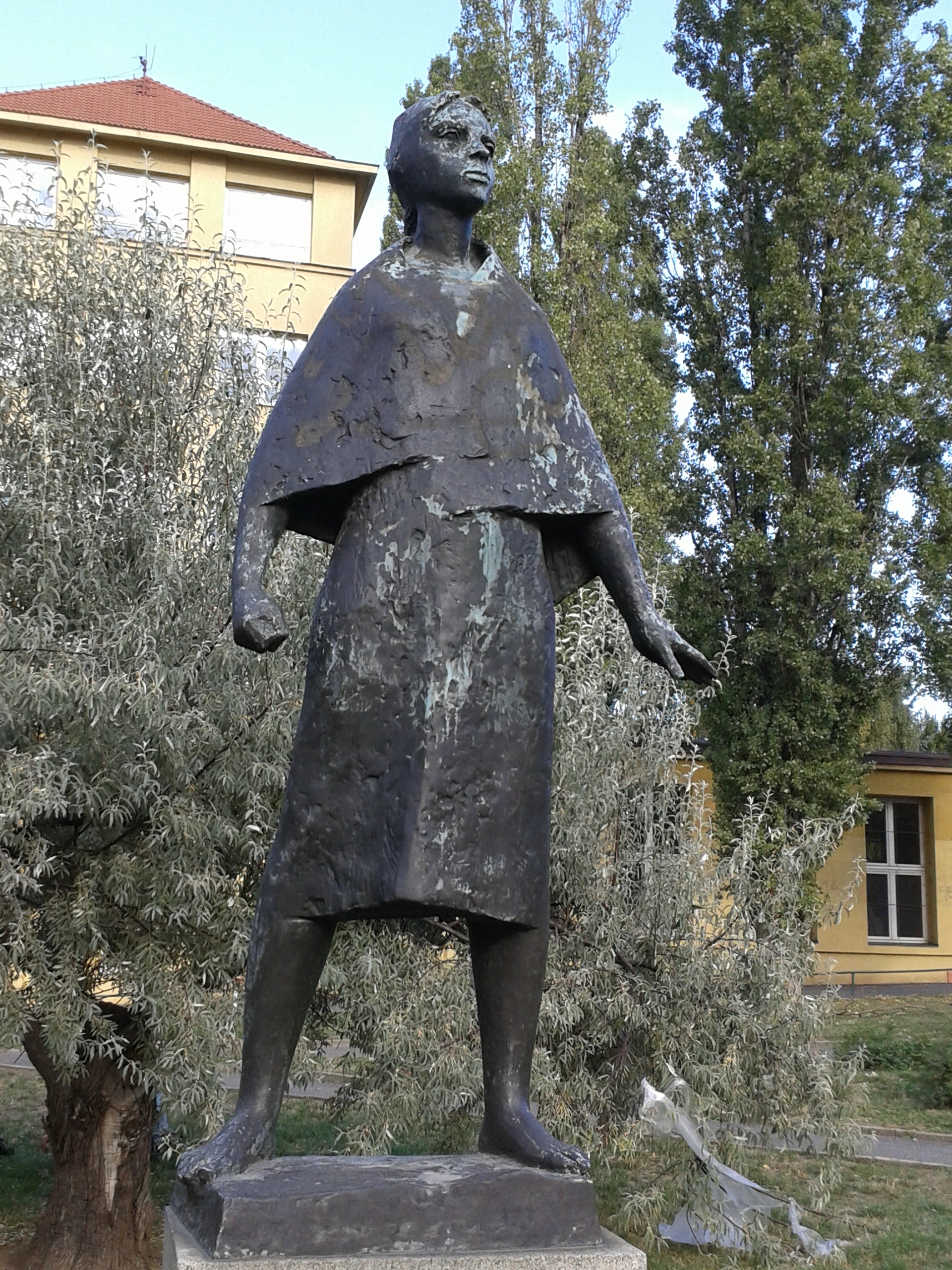
Estatua de Anna Proletářka.

Un monumento, Anna Proletářka, se encuentra en Praga, República Checa. Está hecho de bronce. La estatua, que fue creada para celebrar a la heroína de la novela con el mismo nombre, se encuentra en Praga 3 desde 1961. Se percibe como un monumento a la mujer trabajadora emancipada con los puños cerrados y el poder de trabajar por su país y defender a su país. El personaje es retratado como una mujer en el camino hacia el poder consciente de la revolución.
Celebra el proletariado, término utilizado por los comunistas checos para designar a la clase trabajadora que no tiene su propiedad y, por lo tanto, depende del propietario de una tierra o fábrica. Los ciudadanos de ese lugar no perciben a la estatua como propaganda comunista o figura de controversia. El monumento a veces se asocia con Jožka Jabůrková, quien fue periodista, escritora y traductora checa de Ostrava, Vítkovice. Sin embargo, no sabemos si la estatua indirectamente se refiere a Jožka Jabůrková.
A pesar de la controversia de los monumentos y sus estancias después de la Revolución del Terciopelo en 1989, el monumento en Žižkov sigue en pie y no hay disputas visibles al respecto.

## Ladislav Kovařík (autor)
Ladislav Kovařík nació el 9 de septiembre de 1932 en Veselíčko. Su trabajo contiene muchas esculturas políticamente neutrales. Ha experimentado con formas y materiales. Sus obras incluyen Familia, Delfines y Amantes.